# Reutlingen
Reutlingen este un oraș din landul Baden-Württemberg, Germania.

## Personalități
- Wilhelm Gottlieb Friedrich Beitler (1745-1811), astronom
- Wilhelm Speidel (1895-1970), general, criminal de război
- Christophe Malavoy (n. 1952), actor